# Pacific Place
Pacific Place es un complejo de torres de oficinas, hoteles y un centro comercial situado en el 88 de Queensway, en Admiralty, Hong Kong, China. La última fase, Three Pacific Place, está situada en el 1 Queen's Road East.
El centro comercial de cuatro plantas tiene más de 130 tiendas y boutiques y dos grandes almacenes, que ofrecen colectivamente una gran variedad de marcas de lujo. El complejo también contiene tres hoteles de cinco estrellas, un hotel boutique, tres torres de oficinas de clase A y 270 residencias con servicios de cinco estrellas.
El complejo Pacific Place es propiedad y está administrado por Swire Properties, con la excepción de los tres hoteles (Conrad Hong Kong, Island Shangri-La Hong Kong y JW Marriott Hotel Hong Kong), en cada uno de los cuales mantiene una participación del 20%.

## Historia
Pacific Place fue promovida por Swire Properties. Las fases uno y dos se construyeron en el terreno que era antiguamente parte de Victoria Barracks, uno de los primeros recintos militares de Hong Kong. La tierra fue subastada por el Gobierno de Hong Kong durante la recalificación y fue conseguida por Swire. Fue comprada en dos tramos en 1985 y 1986 con un coste total de US$ 1000 millones. La fase uno abrió en 1988. El Conrad International Hotel se completó en 1991. La fase tres se completó en 2004, promovida a partir de los edificios viejos de Star Street, Wan Chai.

## Fases
- Uno
  - One Pacific Place
  - JW Marriott Hotel Hong Kong
  - The Upper House
- Dos
  - Two Pacific Place
  - Island Shangri-La Hong Kong
  - Conrad Hong Kong
  - Pacific Place Apartments
- Tres
  - Three Pacific Place

## Centro comercial

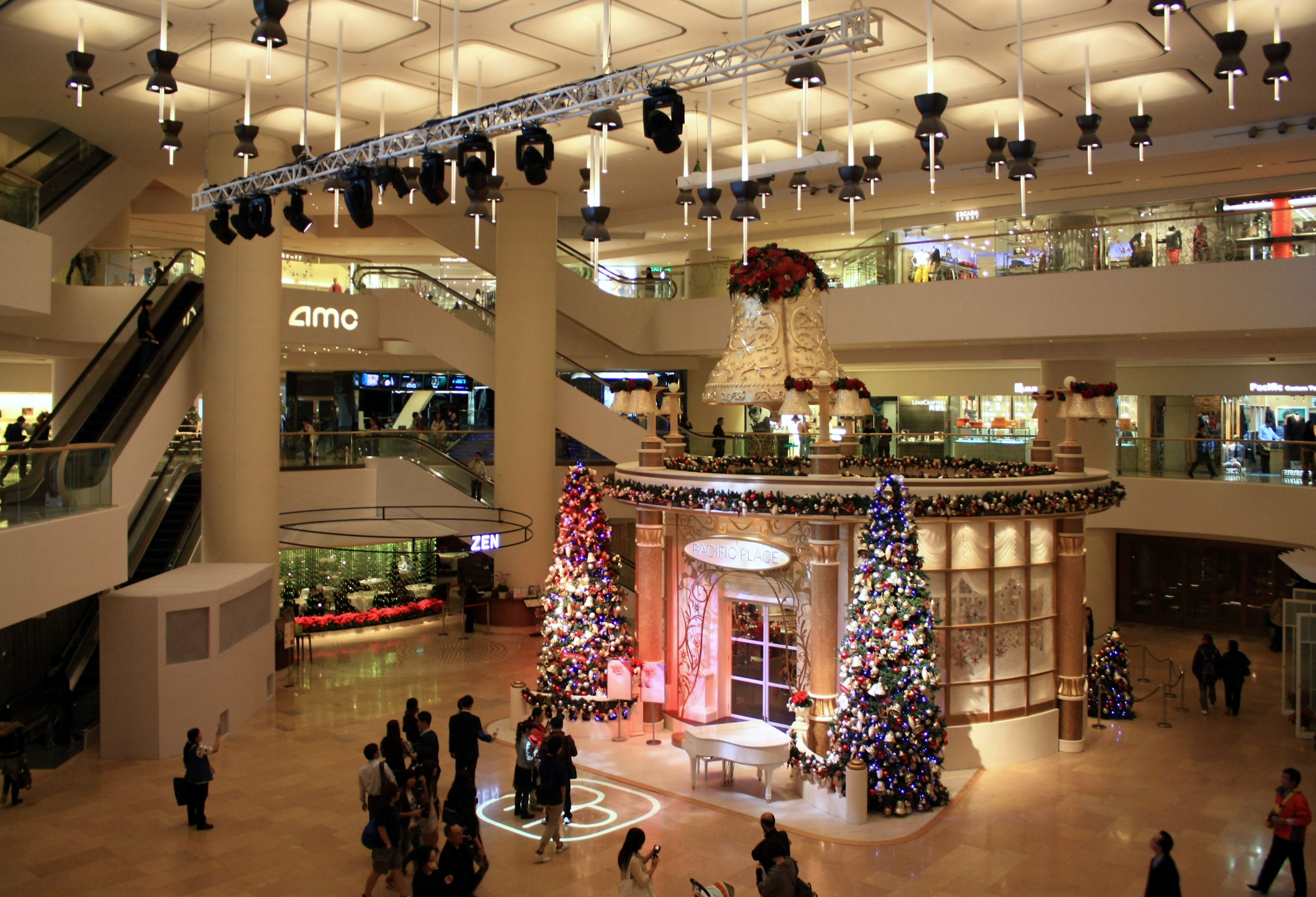
El centro comercial de Pacific Place

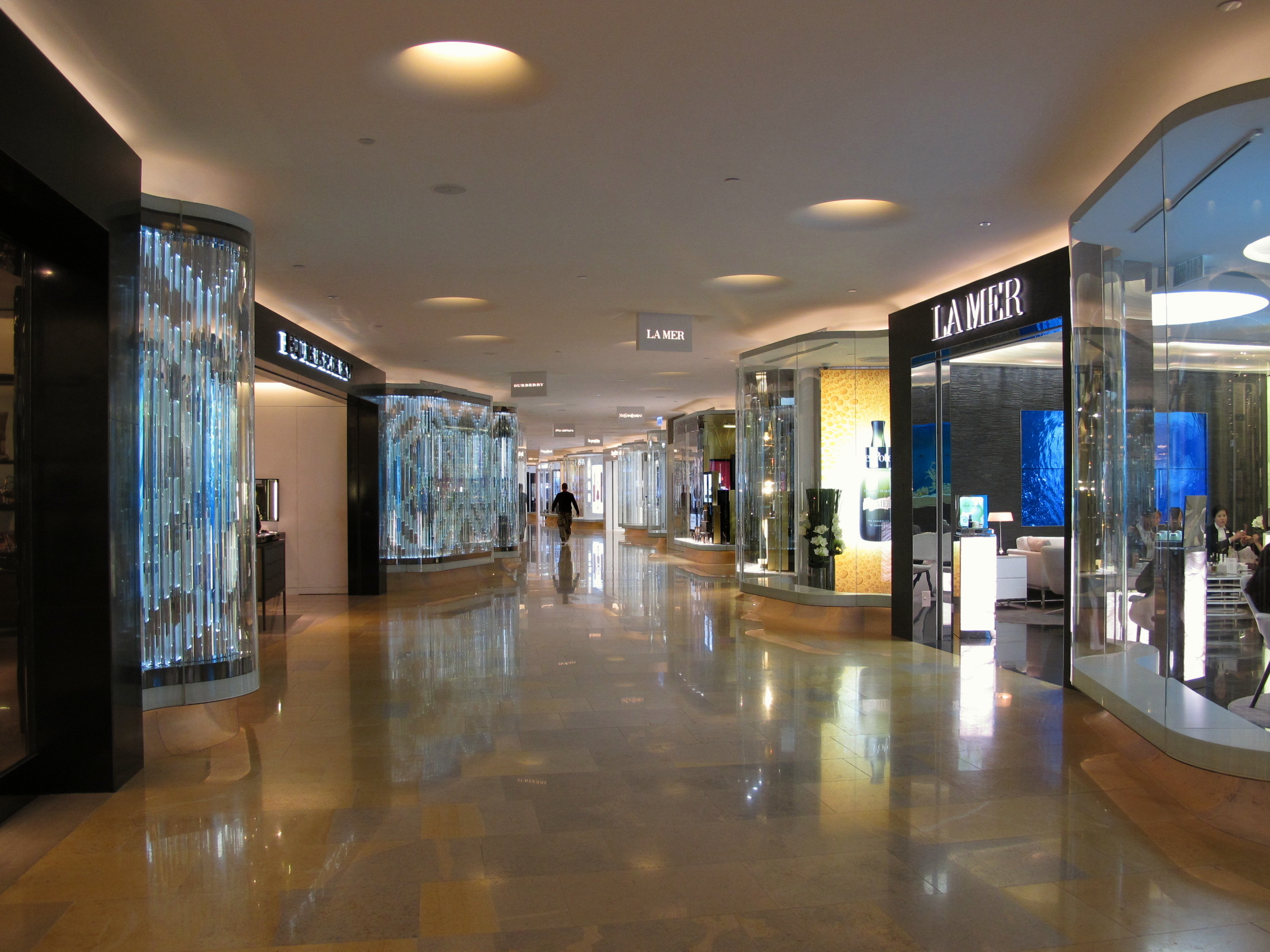
La Galería de Belleza en la planta 1

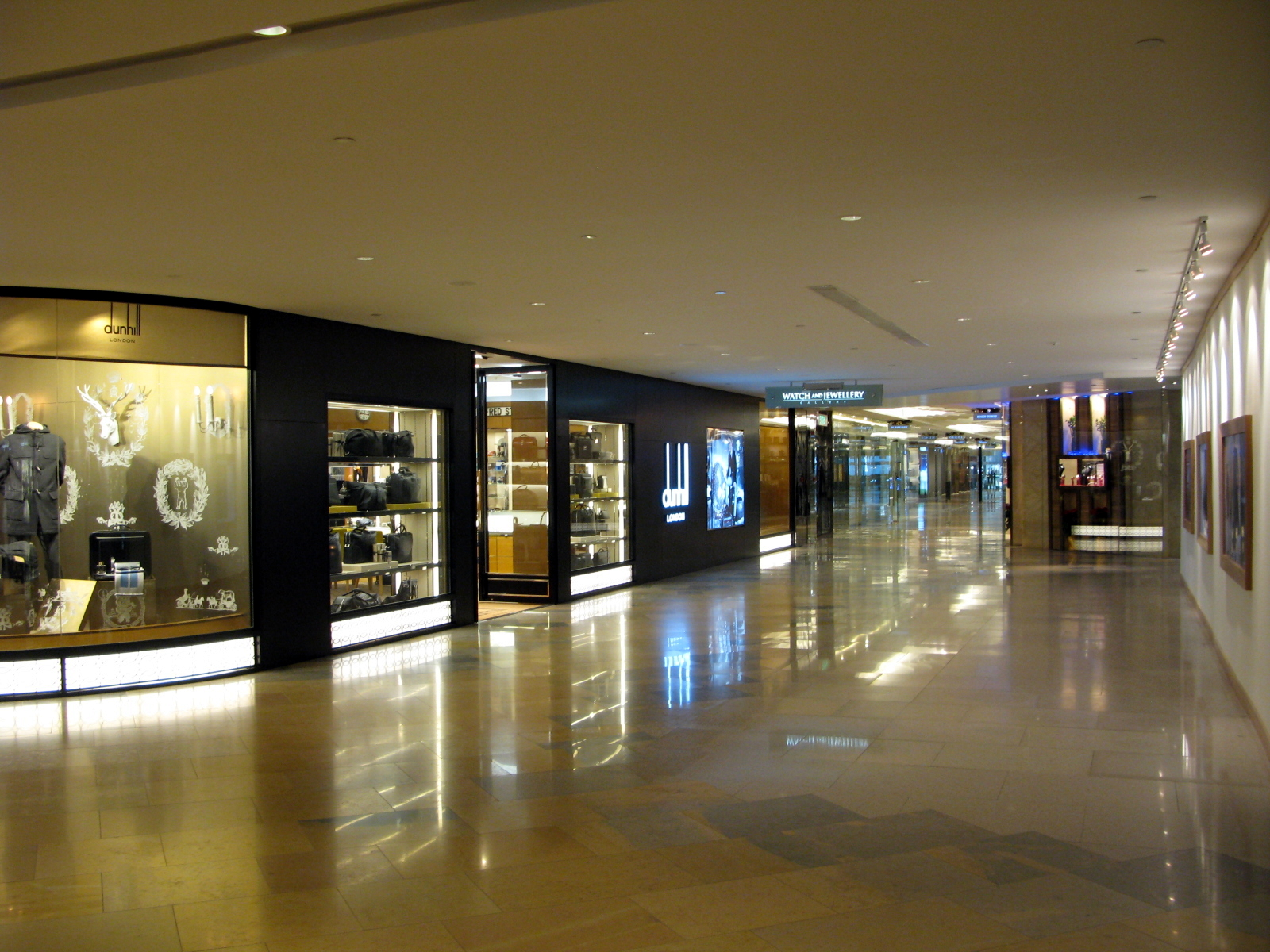
Tiendas en la planta 3

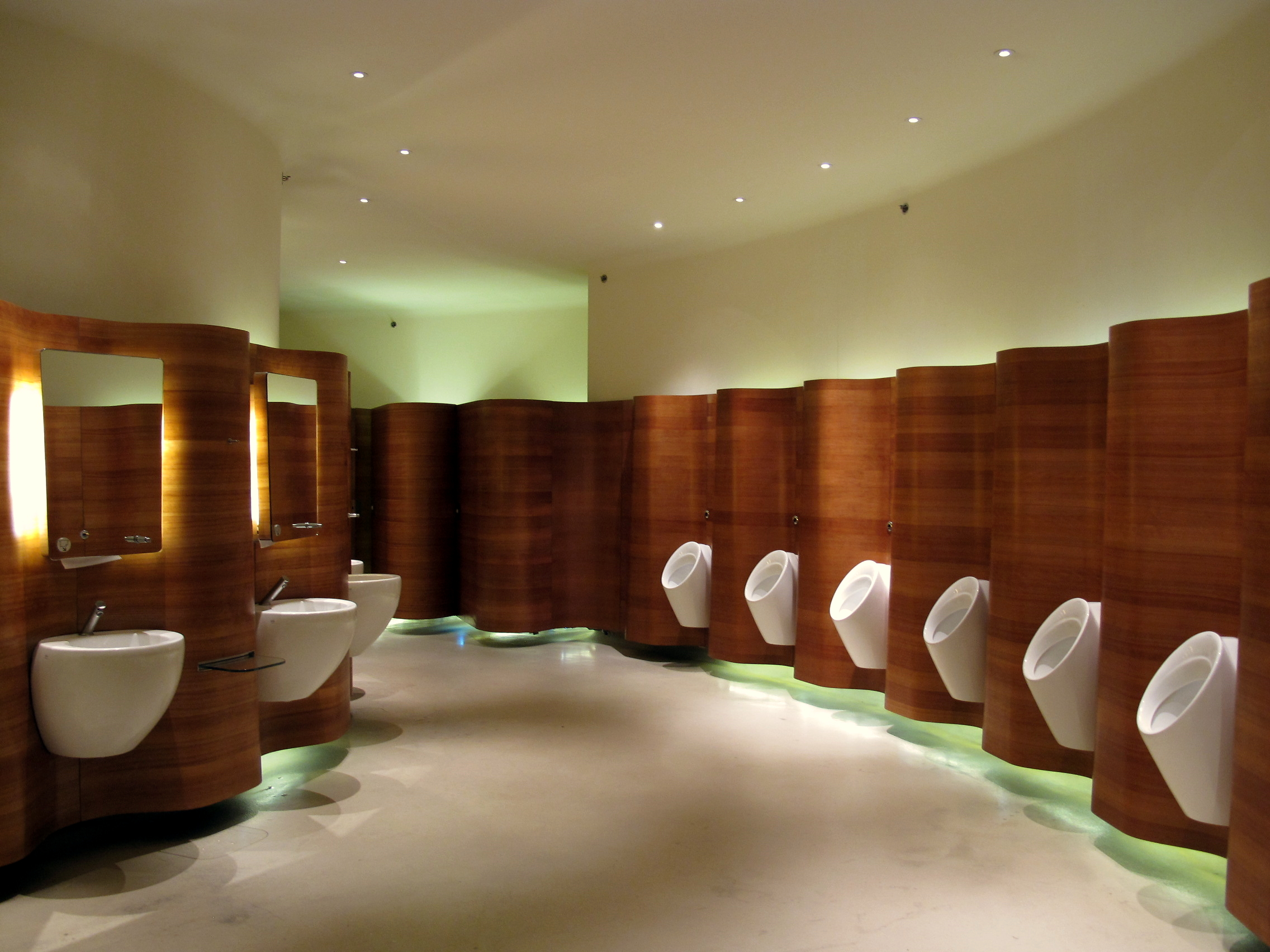
Baño diseñado por Thomas Heatherwick

El centro comercial de 4 plantas proporciona ofertas asequibles y de alta gama en sectores que van desde entretenimiento, restaurantes, accesorios hasta ropa. Contiene unos grandes almacenes Harvey Nichols. Una pasarela lo conecta cruzando Queensway a Queensway Plaza y al United Centre. Está conectado mediante túneles a la estación del metro Admiralty y a Three Pacific Place. Unas escaleras mecánicas lo conectan al Parque de Hong Kong.
Sótano 1: Hay varios restaurantes en el sótano, incluidos Zen Chinese Cuisine, Peking Garden, Thai Basil, Metropolitan Cafe, ROKA-Japanese Sushi and Grill y Zelo. GREAT también está situado en el sótano.
Planta 1: AMC Pacific Place abrió en diciembre de 2006 y dispone de más de 600 asientos. El centro comercial también alberga marcas de moda como Coach, Zara, Links of London. Otras tiendas en esta planta son Hong Kong Records CD Store, Wise-Kids, Universal Audio & Video Centre, L'Occitane En Provence, entre otras.
La Galería de Belleza de la planta 1 se abrió al público a principios de agosto de 2012 y contiene marcas internacionales de belleza como Chanel, Giorgio Armani, Joyce Beauty, La Mer, La Prairie, Nars, Natura Bissé, Shu Uemura e Yves Saint Laurent.
Planta 2: Tiendas de moda de alta gama incluidas Aquascutum, Bally, Hugo Boss, I.T., Joyce, Lanvin, Roberto Cavalli y Vivienne Tam. Otras tiendas son Bang & Olufsen, C'est la b, Chinese Arts & Crafts, Il Colpo, Kelly & Walsh Book Store y Montblanc.
Planta 3: Tiendas de marcas de lujo como Louis Vuitton, Dior, Hermes, Gucci, Alfred Dunhill, Loewe y también marcas de joyería como Cartier, Chopard, Jaeger-LeCoultre, Piaget, Tiffany & Co., Bulgari.

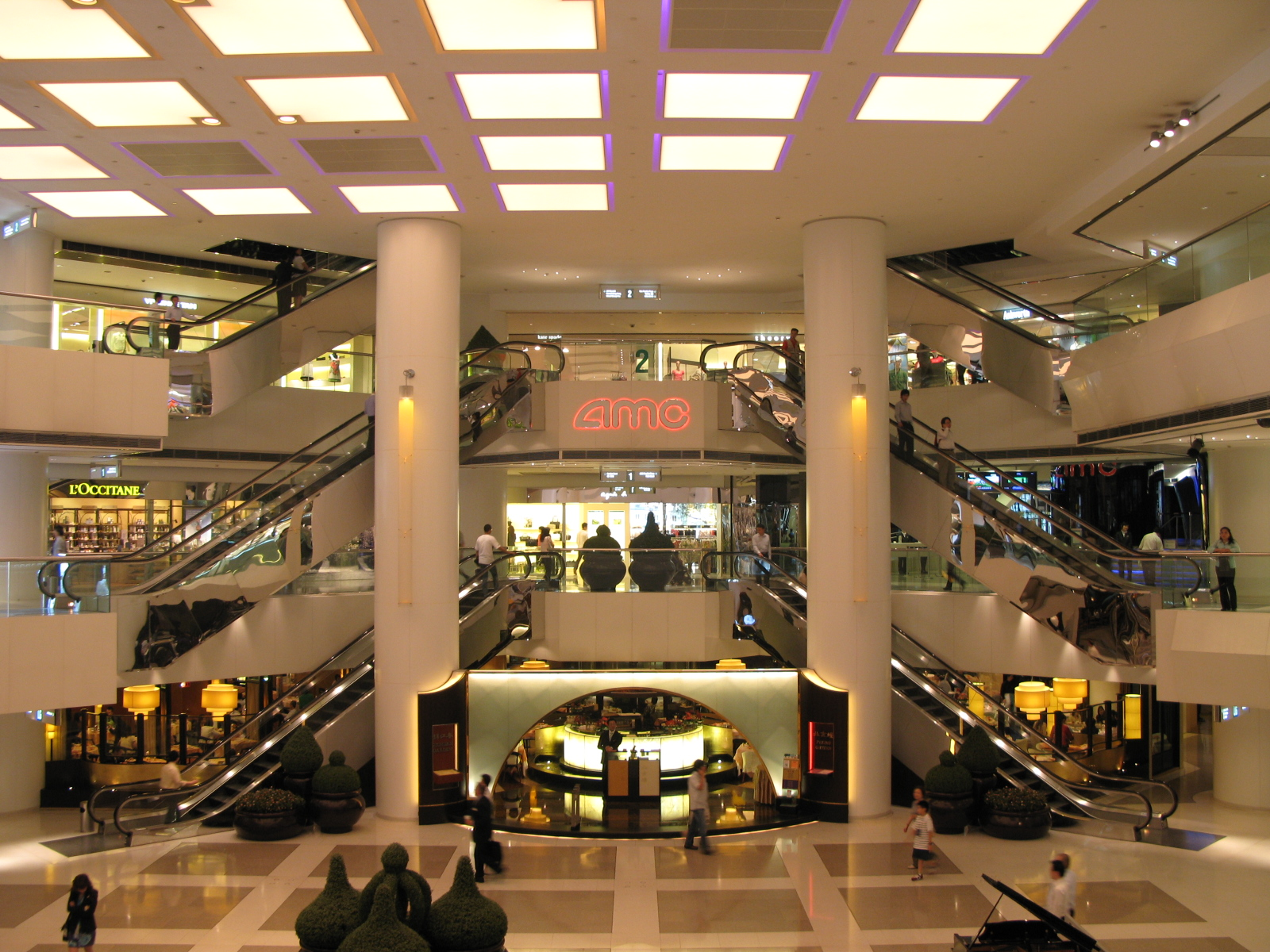
Garden Court antes de la renovación (2007)
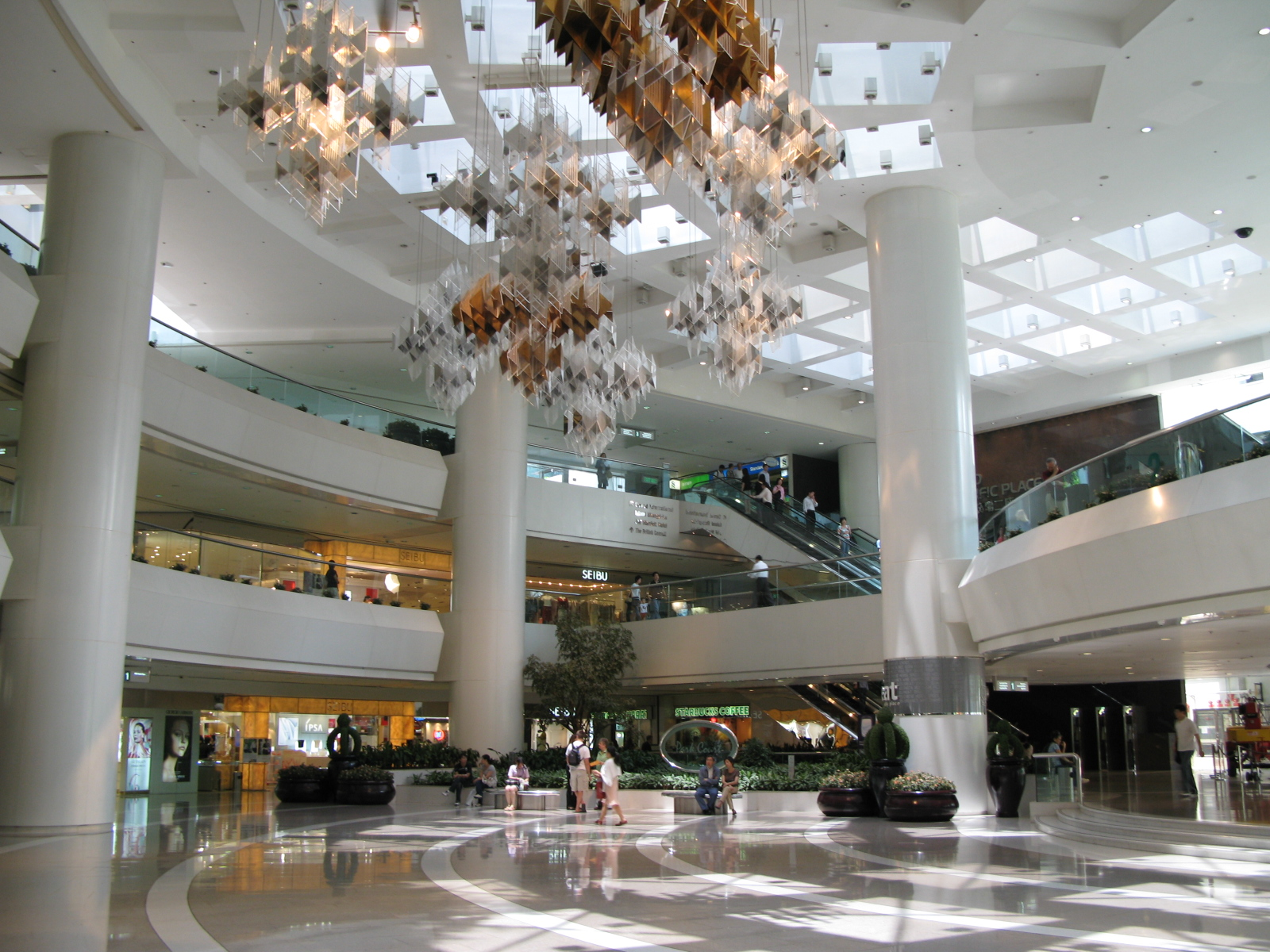
Park Court antes de la renovación (2007)
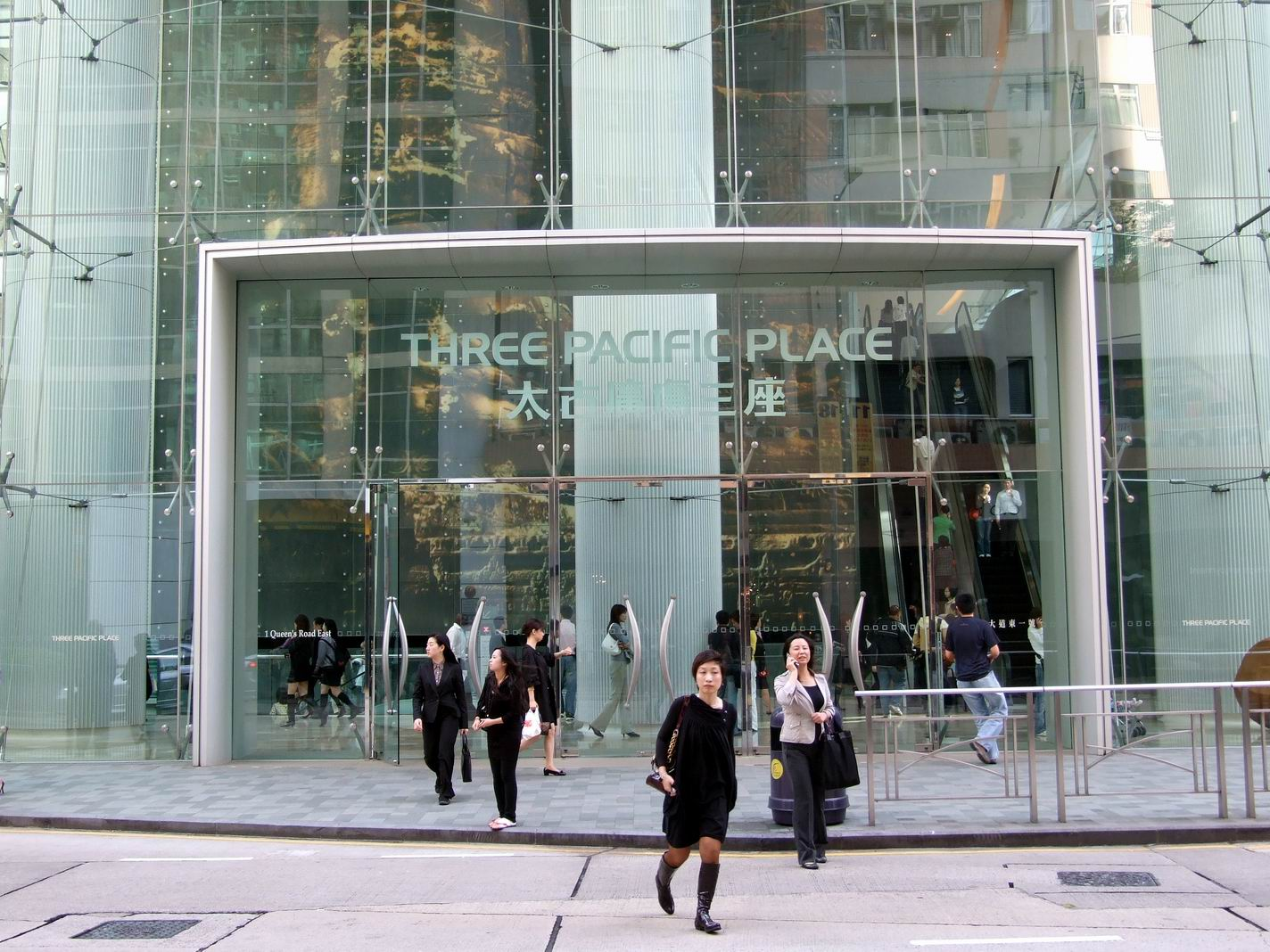
Entrada de Three Pacific Place

## Modernización
La modernización de Pacific Place es la única transformación importante desde su inauguración en 1988, y ha supuesto refinamientos arquitectónicos del interior y exterior, que costaron más de HK$ 1.500 millones. Este nuevo diseño natural, más cálido y más suave del proyecto, ha sido realizado por Thomas Heatherwick con un estilo contemporáneo sofisticado. Junto con una estética suavizada del interior del centro comercial y el exterior del complejo, Swire Properties también reveló un nuevo logo para Pacific Place que sustituyó al existente desde finales de la década de 1980. La nueva imagen comprende líneas que fluyen libremente y se unen para formar el nombre del complejo, acompañadas por un monograma compuesto por dos letras "P" conectadas.

## Ocupantes
- John Swire & Sons (H.K.) Ltd., Swire Group : planta 33[10]
- Cathay Pacific – Sede social: Planta 33 – La oficina central está en el Aeropuerto Internacional de Hong Kong[11]
- China International Fund[12]